# Albignasego Calcio
Albignasego Calcio byl italský fotbalový klub z Albignasega. Založen byl roku 1959. Zanikl roku 2010. Naposledy hrál v soutěži Serie D. Klub stanovil rekord italského fotbalu, když dokázal vyhrát 5krát za sebou 5 soutěží. V létě 2010 se klub spojil s A.S. San Paolo, který byl založen v Padově. Tým se pak stěhoval do města Padova ke klubu Calcio San Paolo Padova. Tím klub úplně mizí z italského fotbalu.